# Bunaea urania
Bunaea urania är en fjärilsart som beskrevs av Charles Oberthür 1916. Bunaea urania ingår i släktet Bunaea och familjen påfågelsspinnare. Inga underarter finns listade i Catalogue of Life.